# Castelfranco Emilia
Castelfranco Emilia – miasto i gmina we Włoszech, w regionie Emilia-Romania, w prowincji Modena.
Według danych na rok 2004 gminę zamieszkiwało 24 900 osób, 244,1 os./km².